# The King's Man - Le origini
The King's Man - Le origini (The King's Man) è un film del 2021, diretto da Matthew Vaughn.
La pellicola è il prequel del film Kingsman: Secret Service.

## Trama
Nel 1902, durante la guerra anglo-boera, l'aristocratico britannico Orlando, duca di Oxford, sua moglie Emily ed il loro giovane figlio Conrad visitano un campo di concentramento in Sud Africa, mentre lavorano per la Croce Rossa. Emily viene uccisa durante un attacco di cecchini boeri al campo, portando Orlando, un pacifista giurato (anche se è un ex ufficiale dell'esercito a cui è stata assegnata la Victoria Cross), a determinare che il mondo ha bisogno di qualcuno che eviti tali conflitti prima che si verifichino.
Dodici anni dopo, Orlando ha reclutato due dei suoi servitori, Shola e Polly, nella sua rete di spionaggio dedicata alla protezione del Regno Unito e dell'Impero britannico da un possibile nuovo conflitto su scala mondiale. A fronte della mobilitazione dell'esercito e della campagna di arruolamento, Orlando vieta al figlio Conrad di arruolarsi, facendo intervenire anche l'amico Lord Kitchener, segretario di Stato per la guerra. Orlando e Conrad raggiungono l'amico del duca, l'arciduca d'Austria Francesco Ferdinando, a Sarajevo. Conrad salva l'arciduca da una bomba lanciata da Gavrilo Princip, un giovane serbo che vuole uccidere l'arciduca, ma più tardi Princip riesce nel suo intento, sparando mortalmente a Ferdinando e a sua moglie Sophie e scatenando così la prima guerra mondiale.
Grazie alla sua rete organizzata composta principalmente da servitori di alti dignitari, quindi socialmente invisibili, Orlando scopre che Princip faceva parte di un gruppo avente come missione il mettere l'uno contro l'altro gli imperi tedesco, russo e britannico. Il gruppo, guidato da un misterioso Pastore, ha una propria rete di agenti, tra cui il mistico russo Grigorij Rasputin, fidato consigliere dello zar Nicola II di Russia. Rasputin, per ordine del Pastore, manipola lo zar Nicola avvelenando il suo giovane figlio e "curandolo" solo a condizione del ritiro dalla guerra dell'esercito russo. Conrad viene informato della manipolazione di Rasputin da parte di suo cugino Feliks Jusupov.
Sapendo che il fronte occidentale sarebbe vulnerabile se la Russia lasciasse la guerra, Conrad fornisce queste informazioni a Kitchener e al suo aiutante di campo, il maggiore Morton, che salpano per la Russia. La loro nave viene però silurata da un sottomarino, uccidendo l'intero equipaggio e facendo affondare la nave. La notizia della morte di Kitchener raggiunge Orlando, spingendolo a dirigersi in Russia con Shola, Polly e Conrad per affrontare Rasputin. Ad una festa di Natale organizzata dal principe Yusupov, Orlando tenta di avvelenare Rasputin, ma il piano fallisce; Orlando, Shola, Conrad e Rasputin danno vita a una colluttazione, e la schermaglia si conclude solo quando Polly spara ed uccide Rasputin.
Agli ordini del Pastore, Erik Jan Hanussen, consigliere del Kaiser Guglielmo II, invia il telegramma Zimmermann, sperando così di distrarre gli Stati Uniti e bloccare la loro entrata in guerra. Tuttavia nonostante Polly riesca a decifrarlo, il presidente degli Stati Uniti Woodrow Wilson si rifiuta di entrare in guerra senza prove concrete. Il Pastore nel frattempo recluta Vladimir Lenin e ordina ai suoi bolscevichi di rovesciare lo zar e rimuovere la Russia dalla guerra. Ora che è maggiorenne, Conrad si offre volontario e viene arruolato nelle Guardie dei Granatieri andando contro la volontà di suo padre. Orlando incontra quindi re Giorgio V, che si offre di richiamare Conrad in Gran Bretagna, ma il ragazzo decide di rimanere e manda al suo posto il caporale Archie Reid, dandogli il nome in codice "Lancillotto" per inviare un messaggio a suo padre.
Travestito da Archie, un membro del Black Watch, Conrad si offre volontario per una missione nella terra contesa tra le trincee avversarie per recuperare delle informazioni da un agente inglese, ucciso mentre cercava di attraversarlo. Conrad e una piccola squadra si avventurano nella terra di nessuno, ma incontrano una squadra d'assalto tedesca proveniente dalla trincea nemica. I soldati iniziano un combattimento silenzioso, impossibilitati all'usare armi da fuoco in quanto entrambe le trincee avrebbero aperto il fuoco, uccidendoli tutti. Conrad viene salvato grazie ad un colpo di pistola dell'ufficiale che guidava la missione, scatenando però un fuoco incrociato che uccide tutti tranne Conrad. Il ragazzo riesce a fuggire dentro un cratere dove trova la spia per cui erano stati mandati in missione, ancora in vita. I due riescono a ritornare nella trincea inglese, ma la spia muore e Conrad viene scambiato a sua volta per una spia tedesca quando incontra un soldato che conosce il vero Archie Reid, che gli spara in testa e lo uccide.
Orlando cade in depressione, ma Polly riesce a farlo tornare in sé dopo avergli dato la medaglia al valore che Conrad ha ricevuto. La prova recuperata dalla spia è legata al telegramma tedesco e la prova di cui il presidente Wilson aveva bisogno per entrare in guerra. Tuttavia il gruppo di Orlando viene a sapere che Wilson è ricattato da una pellicola in cui viene sedotto da un'agente del Pastore, Mata Hari. Questa viene incontrata da Orlando all'ambasciata americana, e i due ingaggiano un combattimento, che si conclude con l'eliminazione della donna, identificata grazie a una sciarpa di un cashmere raro (che aveva anche Princip), prodotto da pecore specifiche di una sola regione montagnosa, sita in Svizzera. Dopo aver identificato quella posizione come la base delle operazioni del Pastore, Orlando, Shola e Polly vi si dirigono per recuperare la pellicola originale del ricatto.
Il Pastore si rivela essere Morton, che aveva abbandonato la nave con una scialuppa affondando e distruggendo egli esso stesso la nave con a bordo Lord Kitchener, rivela di aver scatenato la guerra solo perché a causa del governo i suoi genitori scozzesi persero tutti i loro averi. Dopo un combattimento in cui Morton viene fatto precipitare giù dal dirupo, dopo che Orlando gli taglia la sciarpa con la medaglia di Conrad ,definendolo un eroe, Polly recupera il negativo del ricatto, permettendo l'ingresso in guerra degli Stati Uniti. Un anno dopo la fine della guerra, Orlando acquista il Kingsman Tailor Shop come copertura per la sua organizzazione. Orlando, Shola, Polly, Re Giorgio, Archie Reid e l'ambasciatore degli Stati Uniti formano l'originale Kingsman, ed ognuno di loro assume un nome in codice dalla leggenda di Re Artù per onorare Conrad.
In una scena a metà dei titoli di coda, viene rivelato che Hanussen ha assunto la carica di Pastore e presenta Vladimir Lenin ad un giovane Adolf Hitler.

## Produzione
Nel giugno 2018 Matthew Vaughn annunciò che un film prequel intitolato Kingsman: The Great Game era in fase di sviluppo, aggiungendo che le vicende sarebbero state ambientate nel primo Novecento e che avrebbe mostrato la nascita dell'agenzia di spionaggio.
Diverse scene sono state girate in Italia, in particolare in Piemonte. In aprile alcune scene sono state girate a Torino, sul lungo Po e altre vie della città ed all'interno di due palazzi storici, a Venaria Reale, Reggia inclusa, a Stupinigi (palazzina di caccia inclusa) e presso il Castello Reale di Racconigi. Le riprese si sono concluse a maggio 2019.
Il 19 giugno 2019 il film è stato ufficialmente intitolato The King's Man.

## Citazioni
- Il presidente USA Woodrow Wilson chiede più volte da bere al suo maggiordomo Douglas, ordinando espressamente "uno Statesman con ghiaccio", chiara citazione della futura agenzia di intelligence americana, co-protagonista del film Kingsman - Il cerchio d'oro e di struttura analoga alla Kingsman inglese.
- L'ufficiale che comanda gli inglesi durante la guerra in trincea è truccato in modo analogo al colonnello Dax, personaggio interpretato da Kirk Douglas nel film Orizzonti di gloria, diretto nel 1957 da Stanley Kubrick.
- La morte del cattivo, alla fine del film, in cui viene trattenuto dal cadere nel vuoto da un foulard al collo tenuto dal protagonista, è analoga alla morte di Sandor, uno dei tirapiedi di Karl Stromberg, nel film La spia che mi amava dove è a sua volta trattenuto da James Bond per la cravatta.
- Viene inoltre citata nel film la poesia "Dulce et Decorum est" di Wilfred Owen, in particolare la prima e l'ultima strofa

## Promozione
Il primo trailer e il relativo teaser poster sono stati pubblicati il 15 luglio 2019.

## Distribuzione
Il film, originariamente previsto per il 18 settembre 2020, a causa della pandemia di COVID-19 è stato inizialmente posticipato al 26 febbraio 2021 per quanto riguarda le sale statunitensi, mentre per quelle italiane al 25 febbraio. La distribuzione è stata ulteriormente posticipata prima al 12 marzo poi al 20 agosto ed infine al 22 dicembre 2021, mentre in Italia al 5 gennaio 2022.

## Accoglienza

### Incassi
Il film ha incassato un totale mondiale di 125897478 $.

### Critica
Sul sito web di recensioni Rotten Tomatoes, il film ha un rating di approvazione del 41%, sulla base di 181 recensioni, e un voto medio di 5,1/10, mentre su Metacritic ha un punteggio medio ponderato di 44 su 100, basato su 40 recensioni di critici, che indica "recensioni contrastanti o medie".